# Lazy Lester
Leslie Jonhson, conocido como Lazy Lester (Torras, Luisiana; 20 de junio de 1933-Paradise, California; 22 de agosto de 2018), fue un cantante y armonicista de swamp blues, con una trayectoria de más de medio siglo. En sus comienzos colaboró como músico de sesión en algunos trabajos de Slim Harpo, Lightnin' Slim y Katie Webster.

## Biografía
Más allá de su capacidad vocal, Lester probablemente sea recordado como autor de algunos clásicos del género, como: «I'm a Lover Not a Fighter», «I Hear You Knockin», «Sugar-Coated Love» y «Bloodstains on the Wall». Temas suyos han sido interpretados, entre otros, por The Kinks, Freddy Fender, Dwight Yoakam, Dave Edmunds, Raful Neal, Anson Funderburgh y The Fabulous Thunderbirds.
En su vuelta a los escenarios a finales de los años 1980, grabó nuevo material junto a músicos como Mike Buck, Sue Foley, Gene Taylor, Kenny Neal, Lucky Peterson y Jimmie Vaughan.
Mantuvo giras interpretando sus canciones, recibiendo honores por su condición de ser una leyenda viviente del blues.

## Discografía
- Lazy Lester Rides Again (1987)
- Poor Boy Blues (1987)
- Harp & Soul (1988)
- Rides Again  (1988)
- All Over You  (1988)
- Blues Stop Knockin' (2001)